# 866 (szám)
A 866 (római számmal: DCCCLXVI) egy természetes szám, félprím, a 2 és a 433 szorzata.

## A szám a matematikában
A tízes számrendszerbeli 866-os a kettes számrendszerben 1101100010, a nyolcas számrendszerben 1542, a tizenhatos számrendszerben 362 alakban írható fel.
A 866 páros szám, összetett szám, azon belül félprím, kanonikus alakban a 21 · 4331 szorzattal, normálalakban a 8,66 · 102 szorzattal írható fel. Négy osztója van a természetes számok halmazán, ezek növekvő sorrendben: 1, 2, 433 és 866.
A 866 négyzete 749 956, köbe 649 461 896, négyzetgyöke 29,42788, köbgyöke 9,53175, reciproka 0,0011547. A 866 egység sugarú kör kerülete 5441,23848 egység, területe 2 356 056,260 területegység; a 866 egység sugarú gömb térfogata 2 720 459 628,3 térfogategység.